# Station Heemskerk
Station Heemskerk is een spoorwegstation, gelegen in de Noord-Hollandse gemeente Heemskerk aan het traject Haarlem - Uitgeest (km 14.4).

## Geschiedenis
Bij de aanleg van de spoorlijn tussen Haarlem en Uitgeest in 1867 was geen rekening gehouden met een apart station voor Heemskerk. In die tijd lag de bebouwing van het kleine dorp namelijk te ver weg van het spoor om van belang te zijn.
Daar kwam verandering in met de suburbanisatie van de jaren 60. Ook de groei van de Koninklijke Hoogovens en haar vraag naar arbeiders droegen bij aan de explosieve bevolkingsgroei in de IJmond. Dit had in Heemskerk onder meer de bouw van de wijken Zuidbroek en Oosterwijk tot gevolg. Deze twee wijken waren een voortzetting van de Beverwijkse stadsuitbreidingen aan het spoor.
Nu was er dus een toenemende behoefte aan een spoorverbinding voor de nieuwe buurtbewoners en zodoende werd op 1 juni 1969 station Heemskerk opgeleverd. Het station is een creatie van de architect D.J. Waagmeester uit Zaandam. In eerste instantie wilde NS in Heemskerk eerst een sextant plaatsen, maar een exploitant van supermarkten, Simon de Wit, wilde graag in combinatie een supermarkt realiseren.

## Gebouw, perrons, toegang
Het station is eerst opgeleverd met een doorlopende gang van de toegangsdeuren naar het perron. Vanaf de straatzijde gezien, bevond zich links daarvan de supermarkt van Simon de Wit. Rechts van de gang bevonden zich vier ruimtes, waarvan de ruimte bij het perron gereserveerd was voor het plaatskaartenkantoor. De overige drie ruimtes werden verhuurd aan derden. Later zijn de doorlopende gang en de drie overige ruimtes bij de supermarkt getrokken en werd de oorspronkelijke toegang vanaf de straatzijde tot de perrons uitsluitend de toegang tot de supermarkt (nu Lidl). Het kaartjesloket was toen alleen nog maar buitenom bereikbaar. De toegangsdeuren aan de perronzijde gaven toegang tot de wachtruimte en verder tot het loket. Tegenwoordig is de wachtruimte en loketruimte in gebruik door een kapperszaak. In ruil voor het verdwijnen van een loket zijn meerdere kaartjesautomaten geplaatst. Er staat verder een tweetal abri's over de perrons verspreid.
Omdat station Heemskerk alsnog aan de al bestaande spoorlijn is aangelegd, heeft men gekozen om zijperrons aan te leggen, die via een overpad met AOB met elkaar in verbinding staan.
In 2010 is het station uitgebreid met een toegang en parkeermogelijkheden aan de oostzijde van het het spoor. Door deze verbouwing hebben de ruim 3000 woningen in het naastgelegen nieuwbouwplan Broekpolder een verbeterde toegang gekregen tot dit station.

## Ligging
In de oorspronkelijke buurtplanning zou het station aan een doorgaande ontsluitingsroute (de Euratomsingel) komen te liggen, maar deze weg kwam na protest van Beverwijkse kant niet verder dan de gemeentegrens. Hierdoor is een belangrijke verbinding met andere buurten weggevallen. Ook met de komst van de Broekpolder aan de overzijde van het spoor, heeft men weinig gedaan om het station aantrekkelijker te maken.

## Verbindingen
| Serie | Treinsoort    | Route                                                           | Bijzonderheden                                                                                  |
| ----- | ------------- | --------------------------------------------------------------- | ----------------------------------------------------------------------------------------------- |
| 4800  | Sprinter (NS) | Amsterdam Centraal – Haarlem – Heemskerk – Alkmaar – Hoorn      | Rijdt vanaf 20:00 uur één keer per uur tussen Alkmaar en Hoorn.                                 |
| 14800 | Sprinter (NS) | Uitgeest – Heemskerk – Beverwijk – Haarlem – Amsterdam Centraal | Rijdt enkel eenmaal in de late vrijdag- en zaterdagavond en alleen richting Amsterdam Centraal. |

Vanwege de ligging is het station vooral van belang geweest voor de bewoners van de wijken Zuidbroek en Oosterwijk. De reizigersaantallen zijn vanaf de opening tot de bouw van Broekpolder niet spectaculair geweest. Met de bouw van de nieuwe wijk Broekpolder zijn de reizigersaantallen behoorlijk gestegen.
Het is alleen met eigen vervoermiddelen mogelijk om het station te bereiken.

## Ontwikkeling aantal reizigers
Het aantal door NS vervoerde reizigers (per gemiddelde werkdag) ontwikkelde zich sedert 2019 als volgt:
| Jaar | Aantal reizigers |
| ---- | ---------------- |
| 2019 | 2.750            |
| 2020 | 1.430            |
| 2021 | 1.511            |
| 2022 | 2.002            |
| 2023 | 2.298            |
| 2024 | 2.283            |

## Afbeeldingen

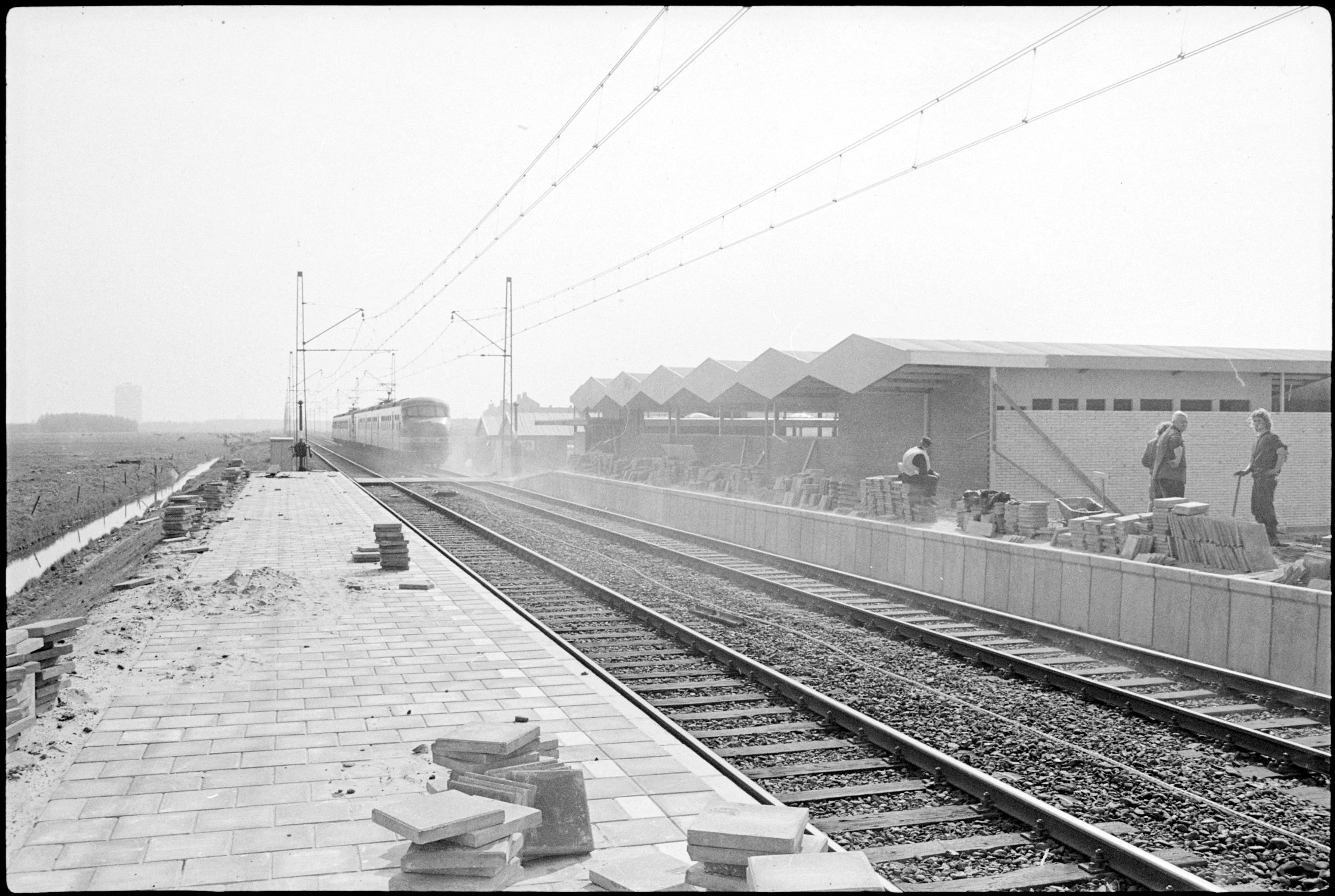
Bouw van het station
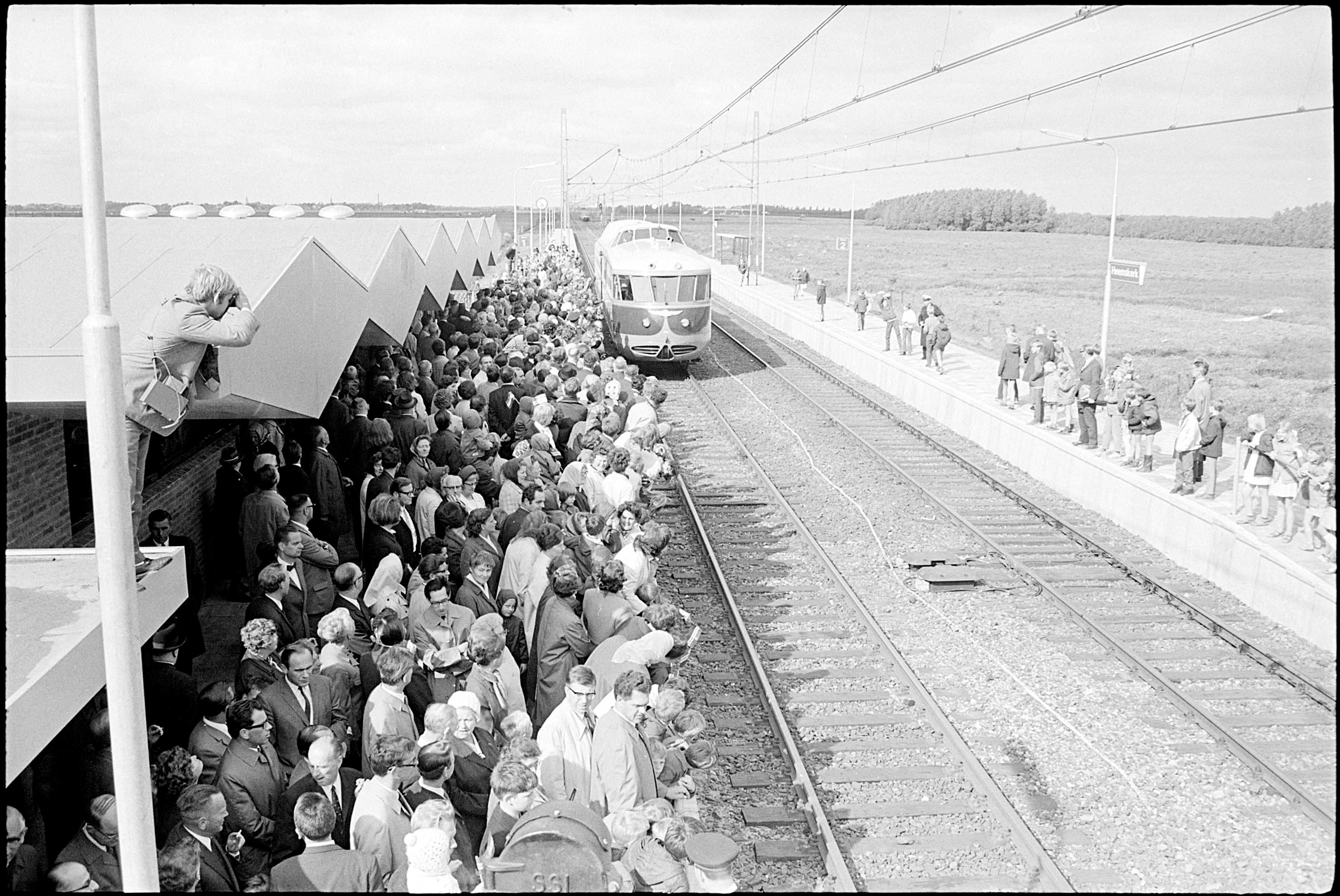
Station tijdens de opening
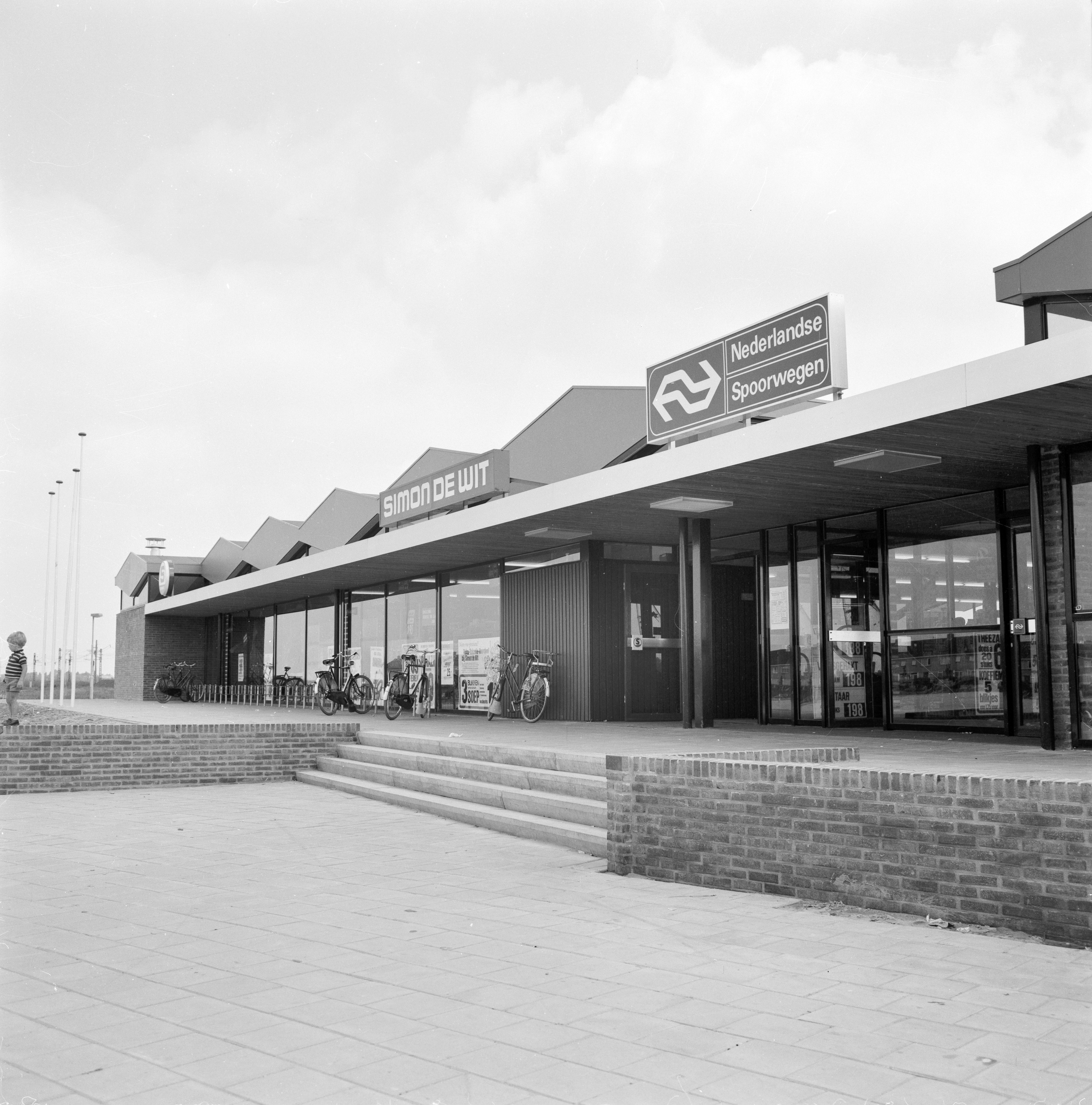
Het station in 1969
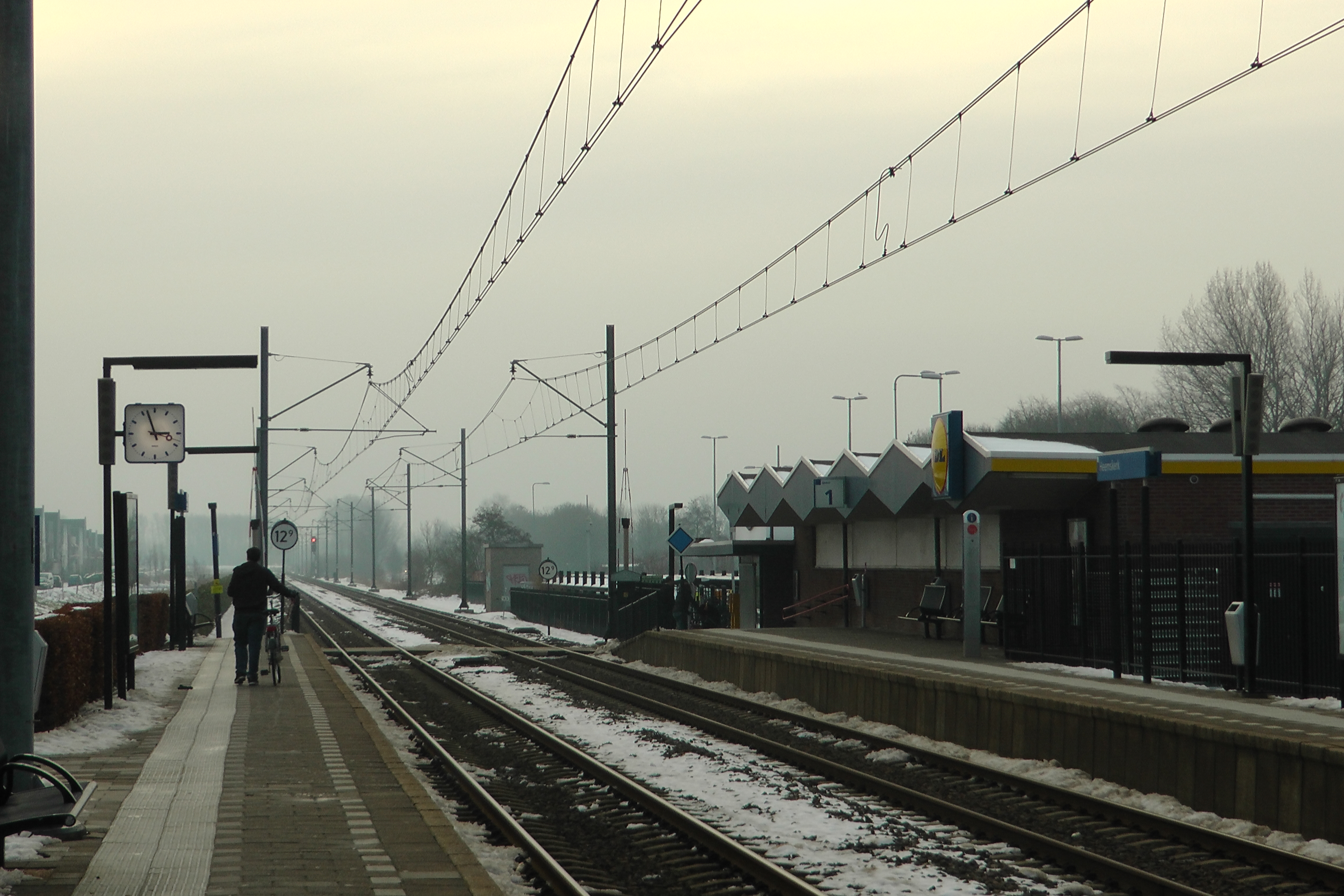
De perrons in 2010
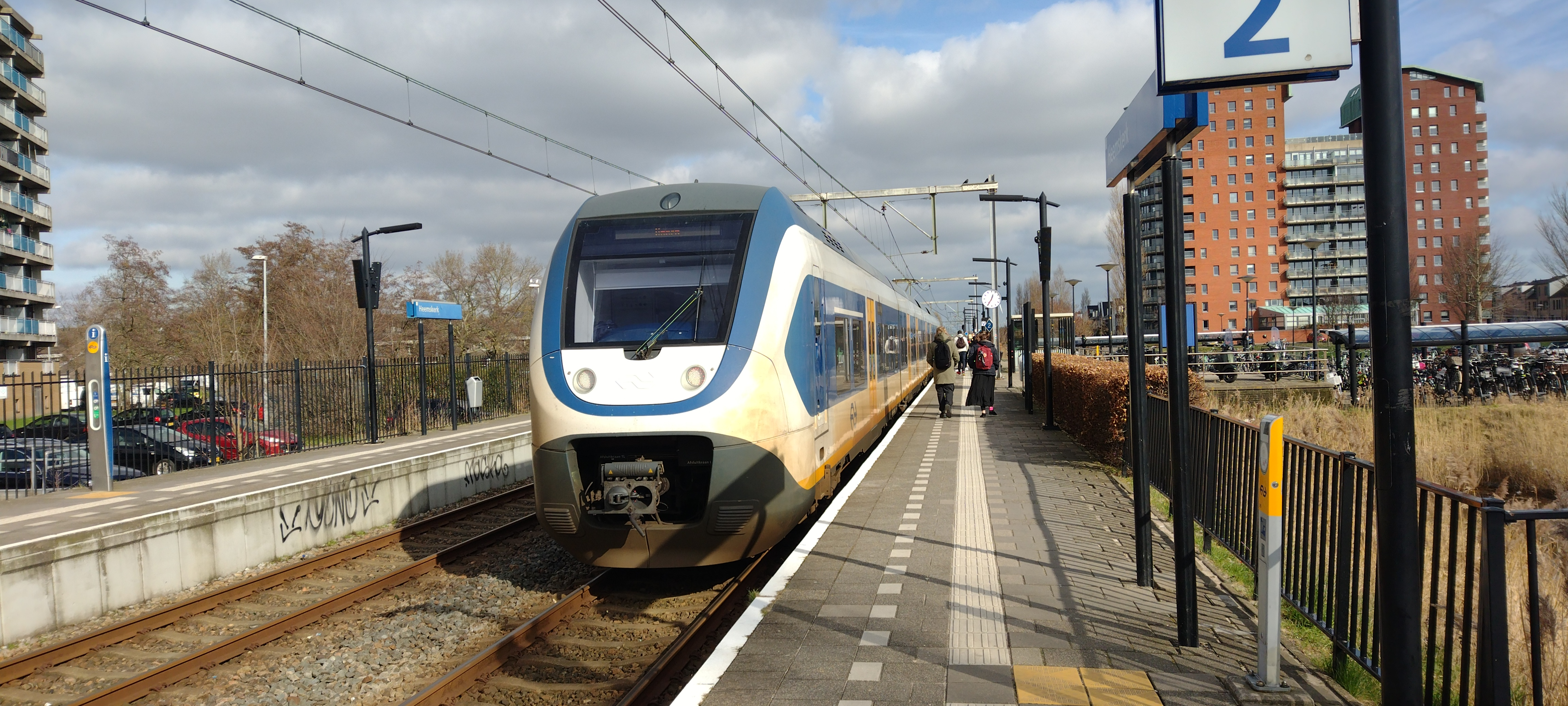
SLT op het station

0: Haarlem ·
2: Kleverlaan ·
3: Bloemendaal ·
4: Santpoort Zuid ·
6: Santpoort Noord ·
7: Driehuis · 
Westerveld ·
8: Velsen Zeeweg
9:  Velsen-IJmuiden Oost
10: Velsen Hoogovens ·
12: Beverwijk ·
Beijnes ·
14: Heemskerk ·
18: Uitgeest
Alkmaar ·
-Noord ·
Amsterdam:
-Amstel ·
-ArenA ·
-Bijlmer ArenA · 
-Centraal ·
-Holendrecht ·
-Lelylaan ·
-Muiderpoort ·
-RAI ·
-Science Park ·
-Sloterdijk ·
-Zuid ·
Anna Paulowna ·
Beverwijk ·
Bloemendaal ·
Bovenkarspel:
-Flora ·
-Grootebroek ·
Bussum Zuid ·
Castricum ·
Den Helder ·
-Zuid ·
Diemen ·
-Zuid ·
Driehuis ·
Duivendrecht ·
Enkhuizen ·
Haarlem ·
-Spaarnwoude ·
Halfweg-Zwanenburg ·
Heemskerk ·
Heemstede-Aerdenhout ·
Heerhugowaard ·
Heiloo ·
Hilversum ·
-Media Park ·
-Sportpark ·
Hollandsche Rading ·
Hoofddorp ·
Hoogkarspel ·
Hoorn ·
-Kersenboogerd ·
Koog aan de Zaan ·
Krommenie-Assendelft ·
Naarden-Bussum ·
Nieuw Vennep ·
Obdam ·
Overveen ·
Purmerend ·
-Overwhere ·
-Weidevenne ·
Santpoort:
-Noord ·
-Zuid ·
Schagen ·
Schiphol Airport ·
Uitgeest ·
Weesp ·
Wormerveer ·
Zaandam ·
-Kogerveld ·
Zaandijk Zaanse Schans ·
Zandvoort aan Zee
Stations van de Museumstoomtram Hoorn-Medemblik:
Tramstation Hoorn · 
Zwaag ·
Wognum-Nibbixwoud ·
Twisk ·
Opperdoes ·
Medemblik
Voormalige stations: zie de lijst van voormalige spoorwegstations in Noord-Holland